# Deutsches Archäologisches Institut Istanbul

Logo des Deutschen Archäologischen Instituts

Das Deutsche Archäologische Institut, Abteilung Istanbul (türkisch Alman Arkeoloji Enstitüsü) ist eine Auslandsabteilung des Deutschen Archäologischen Instituts (DAI), einer Bundesanstalt im Geschäftsbereich des Auswärtigen Amts. Der Forschungsschwerpunkt der Abteilung liegt in der Erforschung der Geschichte der Region Kleinasien und angrenzender Gebiete von der Vorgeschichte bis in die osmanische Zeit. Der derzeitige Direktor ist Felix Pirson, 2. Direktor ist Moritz Kinzel.

## Geschichte
Die Abteilung Istanbul des DAI wurde 1929, im Jahr des hundertjährigen Bestehens des Instituts, gegründet. Zuvor waren im späten 19. und frühen 20. Jahrhundert diverse Forschungsunternehmungen in Kleinasien von der Preußischen Akademie der Wissenschaften, dem Berliner Orient-Comité, der Deutschen Orient-Gesellschaft und den Königlich Preußischen Museen durchgeführt worden. Besonders letztere schufen durch eine Reihe von Stadtgrabungen in Westkleinasien (Didyma, Magnesia am Mäander, Milet, Myus, Pergamon, Priene) die Voraussetzungen für die Gründung eines Forschungsinstituts im Lande.

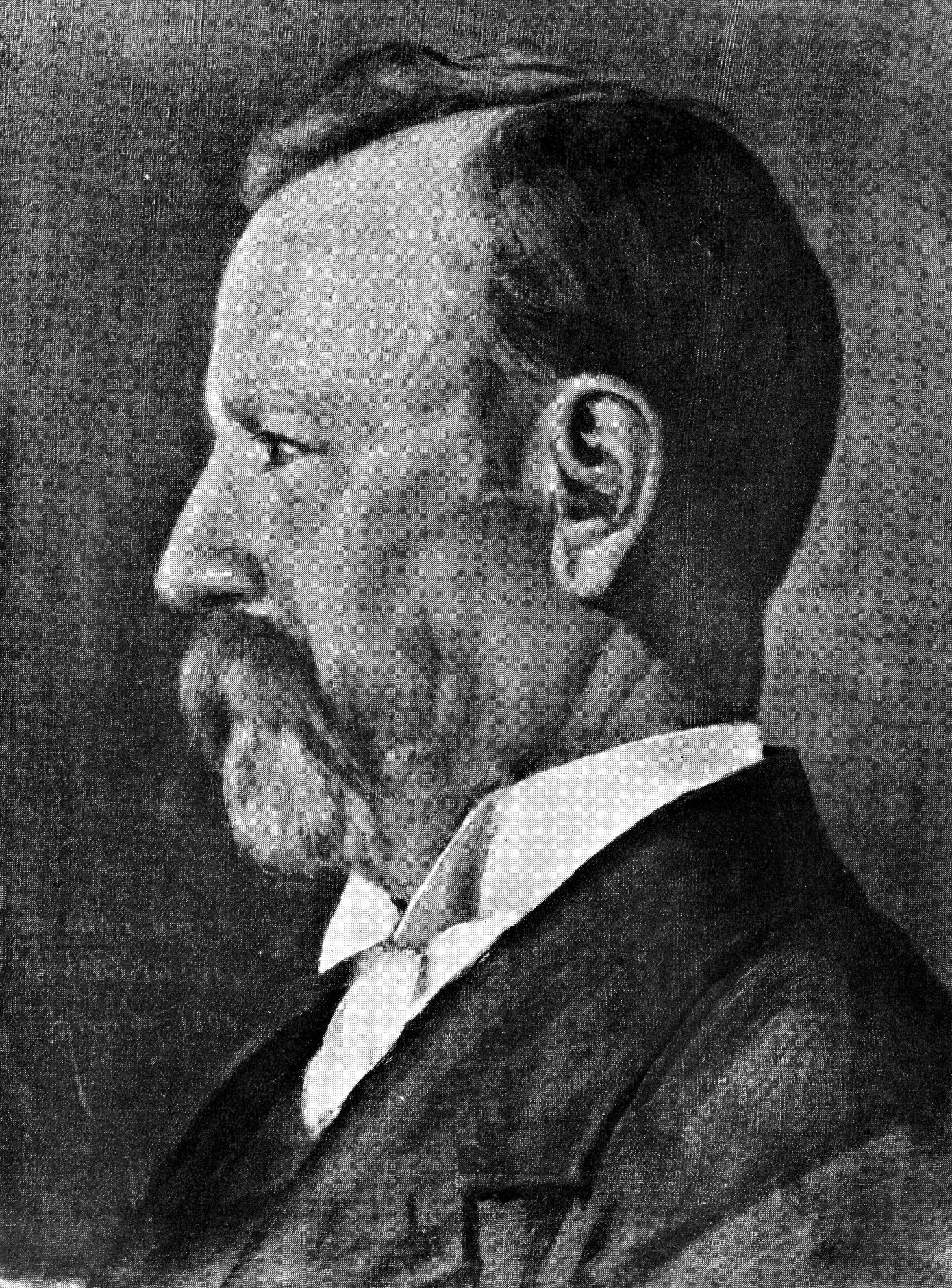
Carl Humann, Begründer der institutionellen deutschen Forschung in Kleinasien; Gemälde von Osman Hamdi Bey (1894)

Im Jahr 1886 richtete Carl Humann eine Station der Berliner Preußischen Museen in Smyrna ein, die dann von seinem Nachfolger Theodor Wiegand 1899 nach Istanbul verlegt wurde. Von 1912 bis zur Schließung nach dem Ende des Ersten Weltkriegs 1918 leitete Martin Schede die Station. Im Jahr 1924 lebte sie unter Schedes Leitung als „Stützpunkt von Institutsgrabungen“ wieder auf und nahm nun zunehmend Interessen des DAI wahr. 1928 wurde die Umwandlung der Station zu einer Zweiganstalt des DAI beschlossen und von der türkischen Regierung genehmigt. 1929 bewilligte das Deutsche Reich die erforderlichen Mittel, und mit Martin Schede als erstem Direktor wurde ein Nebengebäude des Deutschen Krankenhauses als neue Unterkunft bezogen. Der offizielle Name lautete „Abteilung für die Archäologie und Geschichte der Türkei“.
Mit dem Abbruch der diplomatischen Beziehungen zwischen der Türkei und Deutschland wurde die Abteilung im August 1944 geschlossen. Nach dem Ende des Krieges übernahm die Universität Istanbul die Treuhänderschaft und hielt den Lesebetrieb in der Bibliothek aufrecht. Nach der Rückgabe des Instituts an die Bundesrepublik Deutschland wurde es im Februar 1954 wieder eröffnet, und schon bald wurden alte Forschungsprojekte fortgesetzt und neue Unternehmungen begonnen. Ein Zeichen der regen Tätigkeit, die sich nun auch vermehrt auf Zentral- und Ostanatolien erstreckte, war die Einrichtung einer Station des Istanbuler Instituts in Ankara im Jahr 1958. Diese wurde jedoch 1995 wieder geschlossen.

Historische Ansicht des Gebäudes der früheren Deutschen Botschaft in Istanbul, das heute das deutsche Generalkonsulat und das DAI Istanbul beherbergt

Der steigende Personalbestand und die Zunahme der Bibliotheksbestände in den folgenden Jahrzehnten machten die Suche nach einem neuen Quartier notwendig. 1989 konnte die Abteilung schließlich in das Gebäude des deutschen Generalkonsulats in Istanbul, der ehemaligen kaiserlichen deutschen Botschaft, übersiedeln. Hier stehen im Wolfgang-Müller-Wiener-Kolleg auch Gästezimmer für Wissenschaftler, die im Haus oder in Istanbul arbeiten wollen, sowie für Reisestipendiaten zur Verfügung.

## Aufgaben und Forschungen
Der Gründungsdirektor Martin Schede formulierte die Aufgabe der Abteilung so: „In wenigen Ländern der Erde sind sich die verschiedenen Kulturen so häufig gefolgt, haben sich so gründlich verdrängt und doch wieder so entscheidend beeinflusst wie auf dem Gebiete der heutigen Türkei. So wird es die Archäologie und Geschichte der Türkei von den ältesten bis zu den jüngsten Zeiten sein, der die Arbeit des Instituts gewidmet sein wird“. Dieser Zielvorgabe entsprechend waren und sind nicht nur Archäologen, Historiker und Bauforscher, sondern auch Vertreter der Altorientalistik, der Christlichen Archäologie, der Byzantinistik und der Orientalistik direkt an der Abteilung oder in beratender Funktion tätig. Dementsprechend breit ist das Spektrum der Forschungen.
Das wissenschaftliche Personal der Abteilung besteht derzeit (Stand: 2012) aus zwei Direktoren und vier promovierten Referenten sowie zwei bis vier wissenschaftlichen Hilfskraftstellen. Daneben sind Auslandsstipendiaten des DAI für ein- oder mehrjährige Aufenthalte an der Abteilung ansässig sowie von Fall zu Fall Mitarbeiter von Projekten. Der Tradition der Gründungsjahre folgend, unterrichten auch heute noch Angehörige der Abteilung an Istanbuler Universitäten.

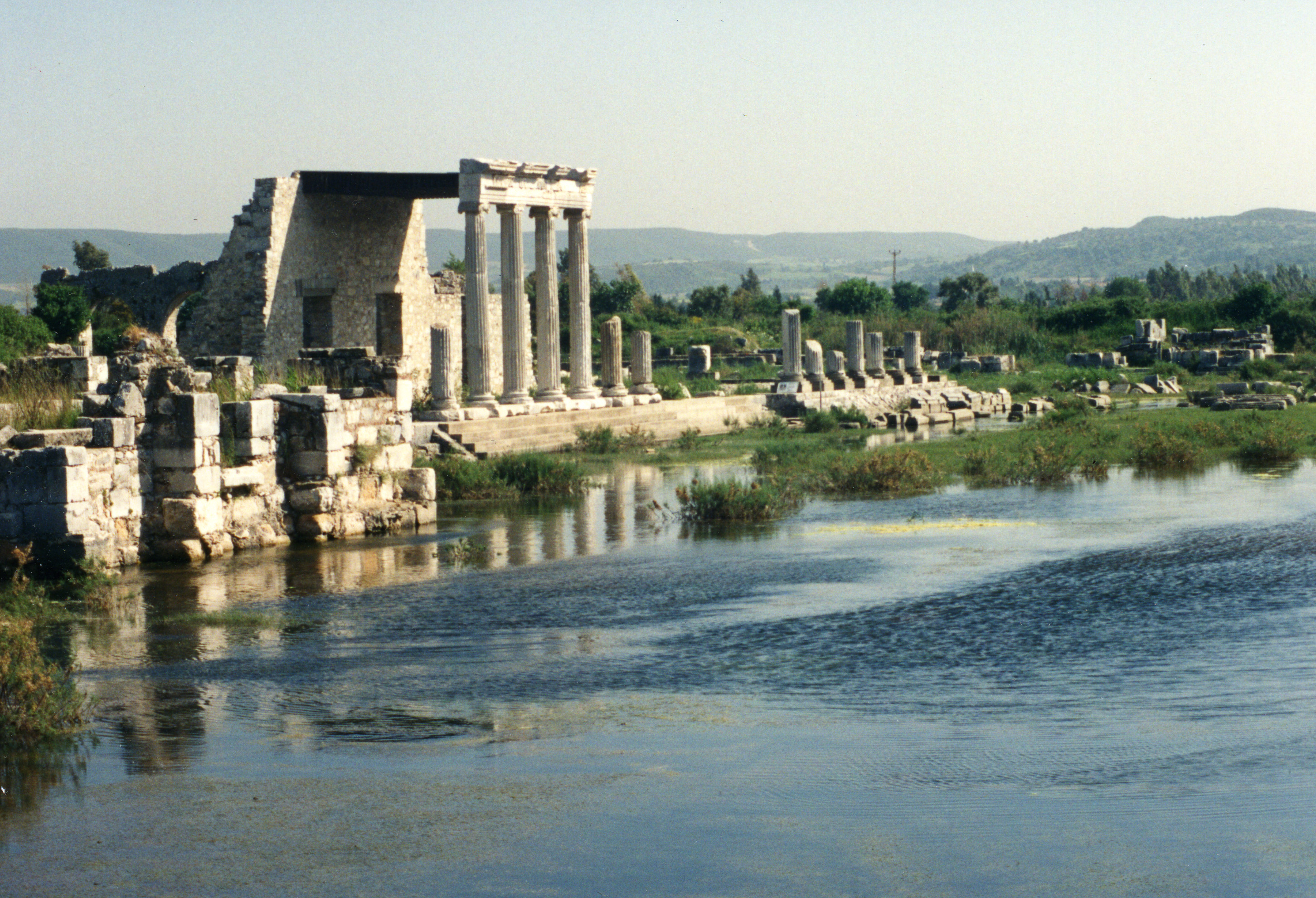
Stoa der Agora von Milet (2007)

Einer der Schwerpunkte der Institutstätigkeit liegt traditionell in Byzantion-Istanbul. Die Dokumentation von Bauresten aus byzantinischer und frühosmanischer Zeit, Forschungen zur historischen Stadttopographie und die Bauaufnahme der zunehmend vom Verschwinden bedrohten Holzhausarchitektur des 19. und frühen 20. Jahrhunderts bilden den Schwerpunkt der Forschungen. Der zweite Schwerpunkt sind die Stadtgrabungen im Westen des Landes, von denen Pergamon unter personeller Leitung des DAI steht, während andere Grabungen als Kooperationsprojekte mit deutschen Universitäten durchgeführt werden bzw. wurden: Milet mit der Universität Bochum, Didyma mit der Universität Halle, Priene mit der Universität Frankfurt und Aizanoi mit der Universität Freiburg.
Traditionell stark in den Forschungen der Abteilung sind prähistorische Ausgrabungen vertreten. Neben zahlreichen kleineren Unternehmungen sind hier die Ausgrabungen in der spätbronzezeitlichen Hethiter-Hauptstadt Ḫattuša (Boğazköy) zu nennen, die 1931 begannen und bis heute fortgesetzt werden. Im Zuge der internationalen Rettungsgrabungen im Gebiet der großen Staudammprojekte am Euphrat wurden die Untersuchungen am Norşuntepe und am Hassekhöyük durchgeführt, seit 1995 laufen zudem in Kooperation mit der Orient-Abteilung des DAI die Grabungen an dem frühneolithischen Bergheiligtum Göbeklitepe.
An allen Ausgrabungsorten werden auch Restaurierungsprojekte durchgeführt. Dazu gehört die Sicherung von Baubefunden ebenso wie die Restaurierung beziehungsweise die Rekonstruktion von Gebäuden oder Gebäudeteilen sowie die Errichtung von Schutzbauten. Gemeinsam mit den türkischen Behörden werden auch Masterpläne für die Sicherung und die touristische Erschließung der archäologischen Stätten entwickelt.

Grabungsorte des Deutschen Archäologischen Instituts Istanbul
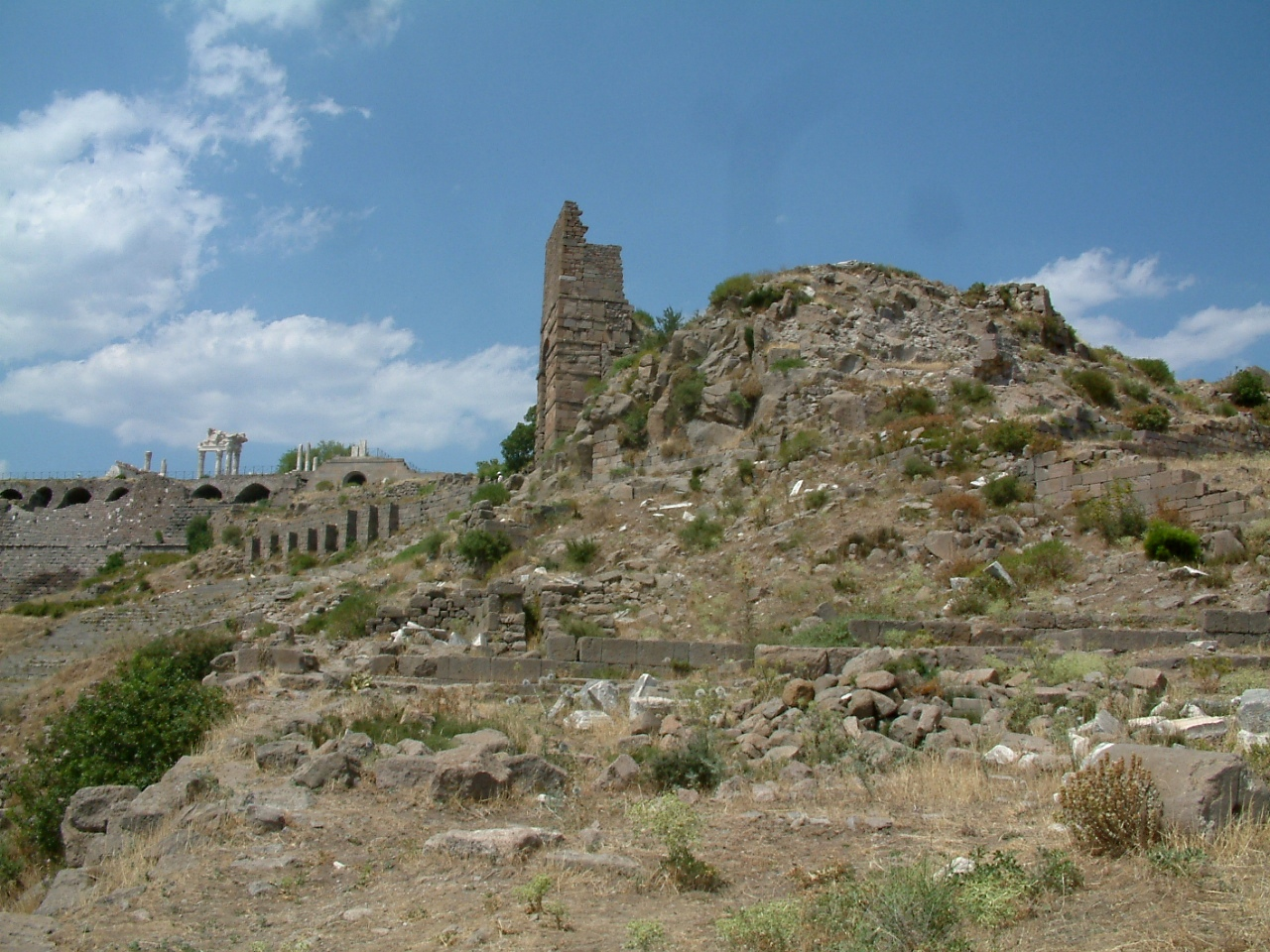
Die Akropolis von Pergamon (2005)
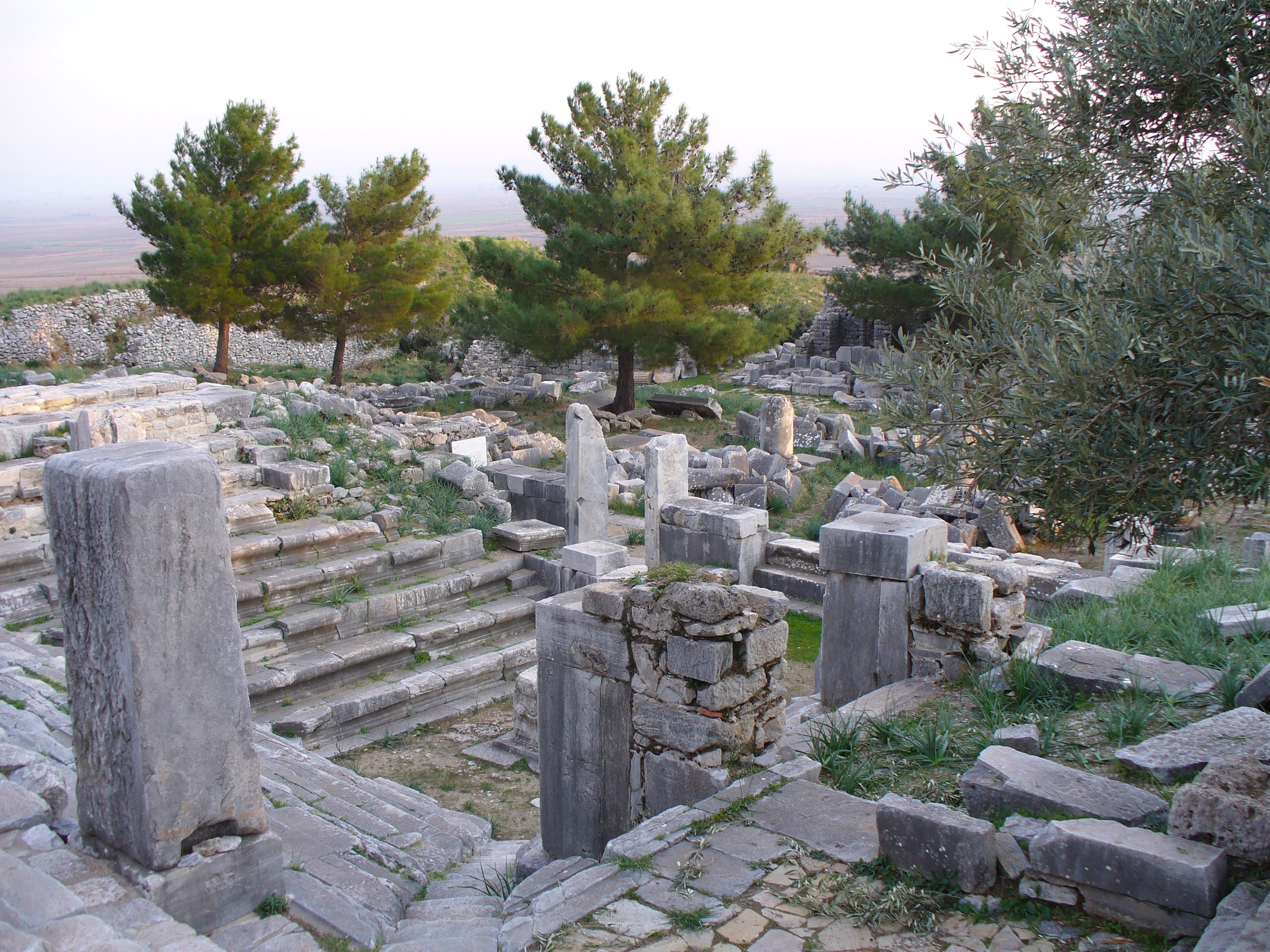
Das Bouleuterion von Priene (2006)
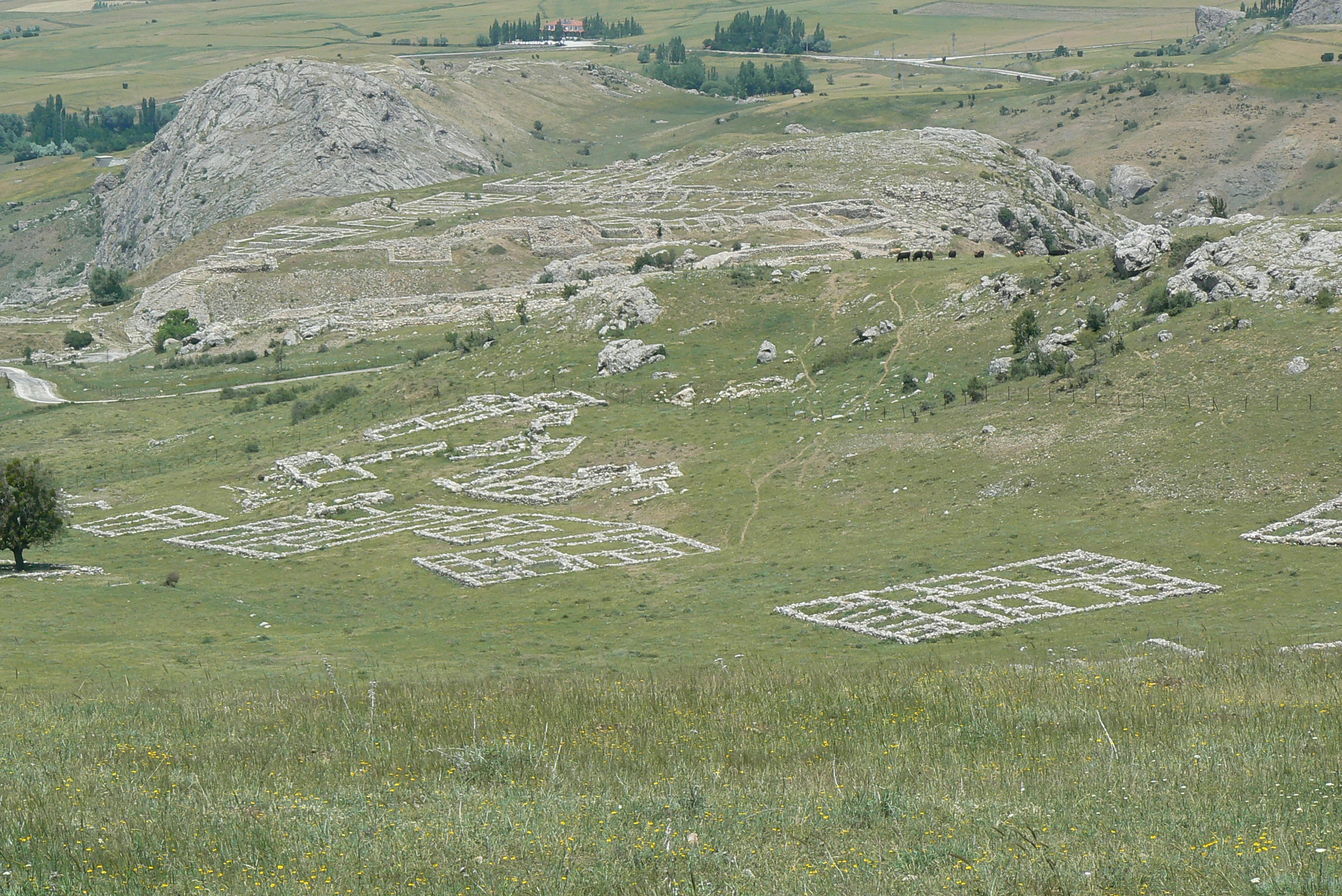
Ḫattuša: Tempelbezirk der Oberstadt (2010)

Neben den Ausgrabungen waren und sind Surveyprojekte in ausgewählten Gebieten ein wesentlicher Bestandteil der Forschung der Abteilung. Dazu gehören beispielsweise Projekte zur allgemeinen archäologischen Landesaufnahme mit der Suche nach antiken Überresten, solche zur siedlungstopographischen Erforschung von Städten und Landschaften, bauhistorische Aufnahmen sowie die gezielte Sammlung von epigraphischen Hinterlassenschaften. Surveyprojekte der Abteilung finden bzw. fanden im Umland von Pergamon, in Oinoanda in Lykien und Germia in Galatien statt. Häufig werden solche Surveyprojekte, ebenso wie kurzfristige Grabungsprojekte, in Kooperation mit türkischen Universitäten oder Museen durchgeführt.
Die Zusammenarbeit mit türkischen und ausländischen Wissenschaftlern ist ein Aspekt, der in den letzten Jahren zusätzliche Bedeutung gewonnen hat. Die Abteilung veranstaltet Tagungen und unterhält ein Netzwerk, das sich im Rahmen der DAI-Forschungscluster besonders an Nachwuchswissenschaftler wendet. Im Rahmen von zwei wissenschaftlichen Vortragsreihen im Winterhalbjahr berichten Mitarbeiter der Abteilung und auswärtige Gäste über die neuesten Forschungen, im Frühjahr werden öffentliche Führungen an ausgewählten Orten in der Stadt angeboten.

## Die Bibliothek

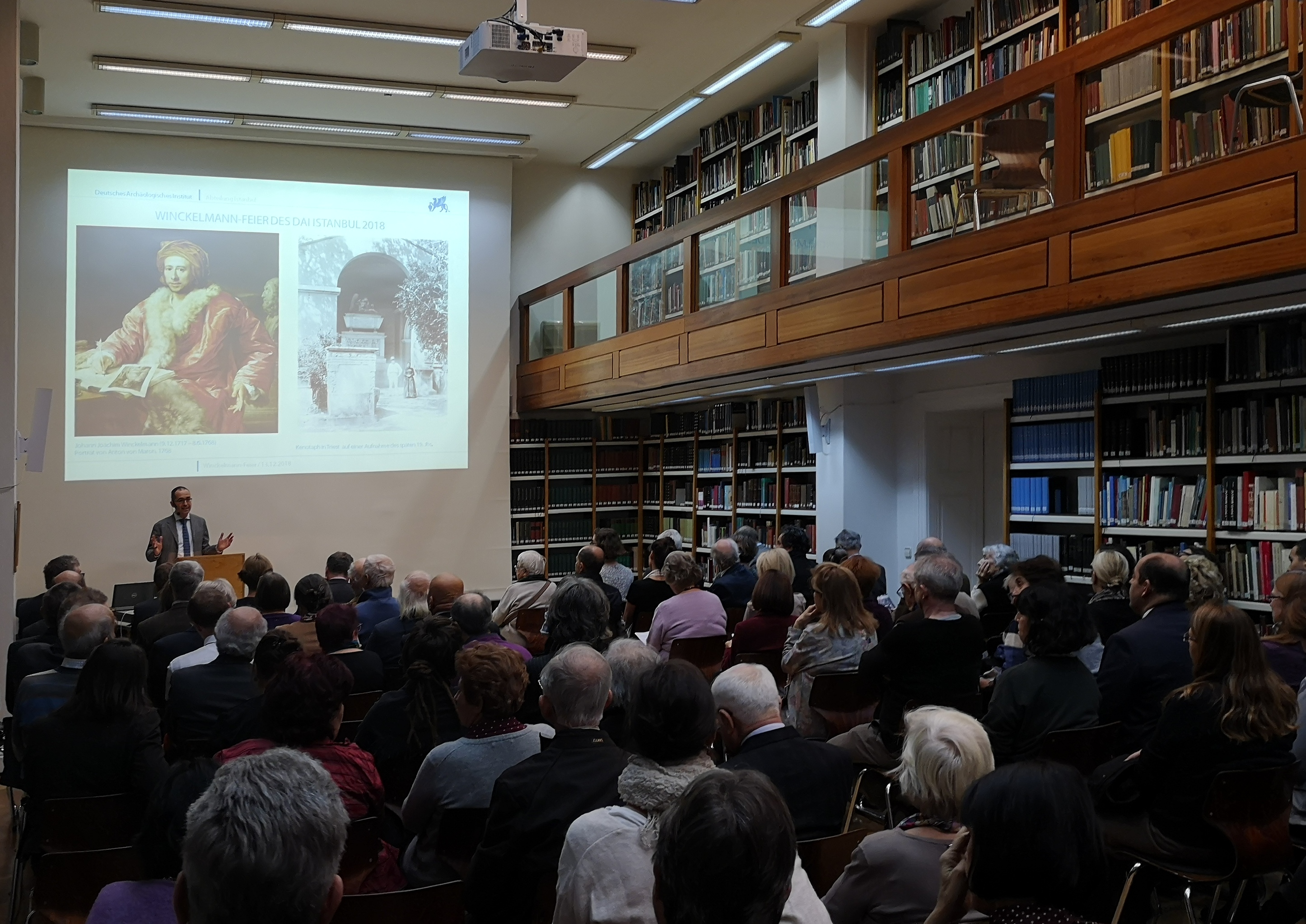
Winckelmann-Vortrag 2018 im Lesesaal

Die Bibliothek der Abteilung ist die größte Fachbibliothek ihrer Art in der Türkei. Sie umfasst etwa 60.000 Bände und 200 laufende Zeitschriften. Keimzelle des Bestands war die Handbibliothek der Station der Preußischen Museen, die durch ein Abkommen mit dem Archäologischen Institut Dubletten der Abteilungen Rom und Athen erhielt. Außerdem wurden in den Anfangsjahren größere Bibliotheksbestände von privater Seite und von aufgelösten ausländischen Forschungsinstituten gespendet. 2013 wurde die Ekrem Akurgal-Bibliothek eröffnet, die der Abteilung von Meral Akurgal der Witwe von Ekrem Akurgal aus dessen Nachlass gestiftet wurde.
Den Schwerpunkt bilden naturgemäß Werke zur Archäologie und zur Kunst- und Baugeschichte. Daneben gibt es umfassende Bestände zu altorientalischen und antiken Philologien, zur Orientalistik, zur Landeskunde der Türkei und angrenzender Gebiete sowie frühe Reisebeschreibungen. Außerdem wird eine bedeutende Sammlung historischer Kartenwerke geführt. Der Bibliotheksbestand wird derzeit digital erfasst und ist über den Bibliothekskatalog ZENON konsultierbar.

## Die Fotothek
Der Aufbau einer Fotosammlung war von Anfang an eine der vorrangigen Aufgaben der Abteilung. Auch hier bilden wie bei der Bibliothek gestiftete oder angekaufte Sammlungen ein wesentliches Element. Das Repertoire des Istanbuler Archivs umfasst sowohl ein weites Spektrum historischer Aufnahmen ab den 1850er Jahren, insbesondere der Fotografen James Robertson, Sébah & Joailler, der Abdullah Frères sowie Guillaume Berggren als auch sukzessive angelegte Sammlungen aus Fotokampagnen zu kunst- und kulturhistorisch wichtigen Stätten und Museen Anatoliens.
Im Herbst 2011 wurde erstmals eine Inventur aller archivierten Bildträger durchgeführt. Zu diesem Zeitpunkt befanden sich im Fotoarchiv der Abteilung 10.235 Glasplatten, 44.182 Roll- und 40.665 Kleinbild- sowie 2.213 Großbildnegative. Im getrennt verwalteten Pergamonarchiv wurden weitere 3.440 Glasplatten, 48.567 Roll- und 62.297 Kleinbild- sowie 182 Großbildnegative gezählt. In beiden Archiven werden damit insgesamt 211.781 Bildträger aufbewahrt.
In den letzten Jahrzehnten war die möglichst umfassende bildliche Dokumentation archäologischer Denkmäler der Türkei ein Schwerpunkt der Arbeiten. Daneben gibt es einen großen Bestand an historischen Aufnahmen des 19. und beginnenden 20. Jahrhunderts, der über Trachten, Handwerk, bäuerliches Gerät sowie dörfliche Architektur und Lebensweise Auskunft gibt, aber auch über die Frühzeit von Industrieanlagen und Eisenbahnbauten im Land. Am bekanntesten sind die Aufnahmen des osmanischen Istanbul aus dem Atelier Sébah & Joaillier sowie des schwedischen Fotografen Guillaume Berggren.
Die Digitalisierung der Bestände befindet sich in Arbeit. Im Rahmen des Projekts Emagines des DAI sind Glasplattennegative bereits in der Bilddatenbank Arachne abfragbar. Ziel ist die vollständige Aufnahme des Istanbuler Bestands in diese Datenbank.

## Die Veröffentlichungen
Die jährlich erscheinende Zeitschrift Istanbuler Mitteilungen ist peer-reviewed und ein allgemeines Forum zur Diskussion der Archäologie und Kulturgeschichte Kleinasiens und angrenzender Gebiete von der Frühgeschichte bis in die Osmanische Zeit. Umfangreichere Arbeiten zu diesen Themen finden Platz in der Reihe Istanbuler Forschungen. Seit 2005 erscheint die Reihe Byzas, in die vornehmlich Tagungsberichte und Sammelbände aufgenommen werden. Die Reihe Miras, die 2011 startete, ist für Arbeiten zur Denkmalpflege, der Konservierung und dem Site Management an archäologischen Stätten in Kleinasien vorgesehen. Außerdem werden je nach Bedarf Einzelpublikationen veröffentlicht. Aktuelle Kurzinformationen über die laufenden Arbeiten an der Abteilung enthalten die jährlichen Informationshefte DAI Istanbul. Sie erscheinen sowohl als Printversion als auch auf der Internetseite der Abteilung, die in Deutsch, Englisch und Türkisch aufrufbar ist.

## Liste der Direktoren

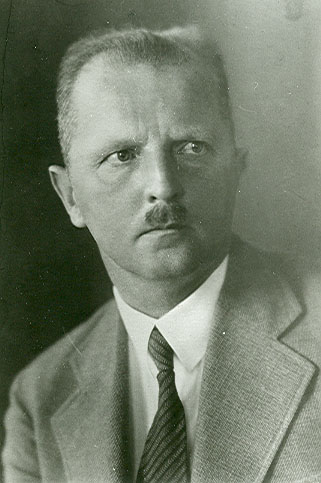
Gründungsdirektor Martin Schede; Bild aus dem Archiv des DAI

Direktoren, seit 1954 1. Direktoren
- 1929–1938: Martin Schede
- 1938–1944 und
1954–1960: Kurt Bittel
- 1961–1975: Rudolf Naumann
- 1975–1988: Wolfgang Müller-Wiener
- 1989–1994: Wolf Koenigs
- 1994–2001: Harald Hauptmann
- 2001–2006: Adolf Hoffmann
- seit 2006: Felix Pirson

2. Direktoren
- 1954–1955: Gerhard Kleiner
- 1955–1961: Heinz Luschey
- 1961–1968: Hans Weber
- 1969–1981: Klaus Tuchelt
- 1982–2005: Wolfgang Radt
- 2005–2006: Felix Pirson
- 2006–2016: Martin Bachmann
- 2017–2019: Katja Piesker
- seit 2020: Moritz Kinzel

## Belege
1. ↑  in: Kurt Bittel: Abteilung Istanbul, in: Derselbe u. a.: Beiträge zur Geschichte des Deutschen Archäologischen Instituts von 1929 bis 1979. Teil 1, Verlag Philipp von Zabern, Mainz 1979, S. 79.
2. ↑  Zusammenstellung für die Jahre 1929 bis 2004 in: Richard Posamentir: 75 Jahre archäologischer Tätigkeit, in: DAI Istanbul 2/2004, S. 6–15.
3. ↑  Mitarbeiter der Abteilung (Memento vom 9. Juni 2009 im Internet Archive)
4. ↑  Eröffnung der Ekrem Akurgal-Bibliothek in der Abteilung Istanbul (Memento vom 15. März 2013 im Internet Archive)
5. ↑  ZENON Katalog Abteilung Istanbul
6. ↑  Fotothek (Memento vom 21. September 2011 im Internet Archive)
7. ↑  https://www.dainst.org/publikationen/zeitschriften/alphabetisch/detailseite/?p_p_id=com_liferay_asset_publisher_web_portlet_AssetPublisherPortlet_INSTANCE_s3z2ID0FREyw&p_p_lifecycle=0&p_p_state=normal&p_p_mode=view&_com_liferay_asset_publisher_web_portlet_AssetPublisherPortlet_INSTANCE_s3z2ID0FREyw_mvcPath=%2Fview_content.jsp&_com_liferay_asset_publisher_web_portlet_AssetPublisherPortlet_INSTANCE_s3z2ID0FREyw_assetEntryId=893844&_com_liferay_asset_publisher_web_portlet_AssetPublisherPortlet_INSTANCE_s3z2ID0FREyw_type=content&p_r_p_urlTitle=istanbuler-mitteilungen
8. ↑  https://www.dainst.org/publikationen/zeitschriften/alphabetisch/detailseite/?p_p_id=com_liferay_asset_publisher_web_portlet_AssetPublisherPortlet_INSTANCE_s3z2ID0FREyw&p_p_lifecycle=0&p_p_state=normal&p_p_mode=view&_com_liferay_asset_publisher_web_portlet_AssetPublisherPortlet_INSTANCE_s3z2ID0FREyw_mvcPath=%2Fview_content.jsp&_com_liferay_asset_publisher_web_portlet_AssetPublisherPortlet_INSTANCE_s3z2ID0FREyw_assetEntryId=652070&_com_liferay_asset_publisher_web_portlet_AssetPublisherPortlet_INSTANCE_s3z2ID0FREyw_type=content&p_r_p_urlTitle=istanbuler-forschungen
9. ↑  https://www.dainst.org/publikationen/zeitschriften/alphabetisch/detailseite/?p_p_id=com_liferay_asset_publisher_web_portlet_AssetPublisherPortlet_INSTANCE_s3z2ID0FREyw&p_p_lifecycle=0&p_p_state=normal&p_p_mode=view&_com_liferay_asset_publisher_web_portlet_AssetPublisherPortlet_INSTANCE_s3z2ID0FREyw_mvcPath=%2Fview_content.jsp&_com_liferay_asset_publisher_web_portlet_AssetPublisherPortlet_INSTANCE_s3z2ID0FREyw_assetEntryId=109188&_com_liferay_asset_publisher_web_portlet_AssetPublisherPortlet_INSTANCE_s3z2ID0FREyw_type=content&p_r_p_urlTitle=byzas
10. ↑  https://www.dainst.org/publikationen/zeitschriften/alphabetisch/detailseite/?p_p_id=com_liferay_asset_publisher_web_portlet_AssetPublisherPortlet_INSTANCE_s3z2ID0FREyw&p_p_lifecycle=0&p_p_state=normal&p_p_mode=view&_com_liferay_asset_publisher_web_portlet_AssetPublisherPortlet_INSTANCE_s3z2ID0FREyw_mvcPath=%2Fview_content.jsp&_com_liferay_asset_publisher_web_portlet_AssetPublisherPortlet_INSTANCE_s3z2ID0FREyw_assetEntryId=110687&_com_liferay_asset_publisher_web_portlet_AssetPublisherPortlet_INSTANCE_s3z2ID0FREyw_type=content&p_r_p_urlTitle=miras
11. ↑  ZDB-ID 2180679-2